# Witalij Hołubjew
Witalij Mychajłowycz Hołubjew, ukr. Віталій Михайлович Голуб'єв, ros. Виталий Михайлович Голубев, Witalij Michajłowicz Gołubiew (ur. 19 marca 1926 w Moskwie, zm. 25 marca 1991 w Kijowie) – ukraiński piłkarz, grający na pozycji obrońcy, trener piłkarski.

## Kariera piłkarska

### Kariera klubowa
Hołubjew był wychowankiem szkoły piłkarskiej w Moskwie (od 1939). W latach 1945–1946 występował w zespole grupy radzieckich wojsk w Bułgarii, następnie bronił barw Dynama Woroszyłowgrad, a od 1948 występował w BO Kijów. W 1951 r. przeszedł do Dynama Kijów, gdzie przez 10 lat był podstawowym zawodnikiem formacji obrony. Z Dynamem zdobył puchar krajowy w 1954 r. W 1960 r. opuścił Dynamo. Przez kolejne dwa lata występował w drugoligowych ukraińskich klubach Dynamo Chmielnicki, Łokomotyw Winnica oraz Awanhard Sumy. W 1961 r. zakończył karierę piłkarską.

### Kariera reprezentacyjna
27 lutego 1955 rozegrał jeden nieoficjalny mecz w radzieckiej reprezentacji w spotkaniu towarzyskim z Indiami wygranym 3:0.

## Kariera trenerska
Po zakończeniu kariery zawodniczej w latach 1962–1972 był trenerem w szkole piłkarskiej Dynama Kijów. Spośród jego wychowanków, m.in. Ołeh Błochin, Serhij Morozow, Wałerij Zujew, Wiktor Kondratow, Ołeksandr Damin.

## Sukcesy i odznaczenia

### Sukcesy klubowe
- wicemistrz ZSRR: 1952
- zdobywca Pucharu ZSRR: 1954

### Sukcesy indywidualne
- wybrany do listy 33 najlepszych piłkarzy ZSRR: 1952 (nr 1)

### Odznaczenia
- tytuł Mistrza Sportu ZSRR: 1959
- tytuł Zasłużonego Trenera Ukrainy